# Povondraíta
La povondraíta es un mineral de la clase de los ciclosilicatos, y dentro de esta pertenece al llamado “grupo de la turmalina”. Fue descubierta en 1979 en una mina de Cristalmuya en la provincia de Chapare, en el departamento de Cochabamba (Bolivia), siendo nombrada así en honor de Pavel Povondra, mineralogista checo. Sinónimos poco usados son: ferridravita y IMA1978-075.

## Características químicas
Es un ciclosilicato con estructura de anillos de 6 tetraedros de sílice, con aniones adicionales de borato y cationes de sodio, hierro y magnesio. El grupo de la turmalina en el que se encuadra son todos ciclosilicatos trigonales muy complejos.
Además de los elementos de su fórmula, suele llevar como impurezas: potasio, aluminio, cobre, plomo, estaño, titanio, vanadio y agua.

## Formación y yacimientos
Se forma en la parte superior de los domos salinos. También aparece en clastos de basalto con alteración hidrotermal en el interior de un yacimiento de roca evaporita metamorfizado.
Es muy raro de encontrar, ocupa fracturas y cavidades en esquistos metamorfizados a partir de rocas sedimentarias.
Suele encontrarse asociado a otros minerales como: cuarzo, feldespato potásico, moscovita, chorlo, riebeckita o magnesita.